# Bromované zpomalovače hoření
Bromované zpomalovače hoření (BFR, anglicky Brominated Flame Retardants) jsou různorodou skupinou organických sloučenin bromu, které se používají jako přísada do hořlavých materiálů (plasty, textilie, nábytek, elektronika atd.) s cílem omezit či zpomalit jejich hoření a zlepšit tak jejich požární bezpečnost. BFR se užívají například v elektronice, v elektronických zařízeních, nebo v podlahových krytinách. Do životního prostředí se BFRs dostávají především při výrobě, používání a recyklaci výrobků, které je obsahují.
Většina bromovaných zpomalovačů se řadí mezi toxické látky, které negativně ovlivňují imunitní, endokrinní a reprodukční systém. Většina z nich (např. c-decaBDE) navíc patří mezi tzv. Perzistentní organické látky (POPs), které se vyznačují dlouhodobým setrváváním v životním prostředí.

## Dělení

Polybromované difenylethery

Hexabromcyklododekan

Polybromované bifenyly

Tetrabrombisfenol A

Podle chemické povahy je možné bromované zpomalovače rozdělit na polybromované difenyletery (PBDE), hexabromcyklododekan (HBCD), polybromované bifenyly (PBB) a bromované bisfenoly. BFR přetrvávají ve výrobcích a uvolňují se z nich během životnosti i likvidace odpadů. Jejich spalováním podle Mezinárodního programu pro chemickou bezpečnosti (IPCS) ve ke tvorbě polybromovaných dioxinů a furanů (PBDD/Fs), které mají toxicitu srovnatelnou s chlorovanými dioxiny.
Užití některých BFR omezuje evropská směrnice RoHS.

## Výskyt v Česku
Při testu termohrnků a kuchyňských nástrojů prodávaných na českém trhu byl polovině výrobků zjištěn obsah nežádoucích bromovaných zpomalovačů hoření. V jednom případě dosahoval téměř 2 g/kg. BFR do termohrnků nebyly přidány úmyslně (aby zpomalovaly jejich případné hoření), ale dostaly se tam pravděpodobně jako důsledek použití recyklovaných plastů při jejich výrobě.

## Zdravotní rizika
BFR mají strukturu i vlastnosti podobné polychlorovaným bifenylům (PCB). Akutní toxicita BFR je nízká, ale chronické vystavení negativně ovlivňuje imunitu, narušují hormonální systém a reprodukční cyklus a vývoj jedince. Během nitroděložního vývoje může dojít k narušení vývoje mozku a kostry. Existuje i podezření, že jsou bromované zpomalovače rakovinotvorné.

## Restrikce
Důvodem pro regulaci je jejich toxicita v kombinaci se schopností dlouhodobě přetrvávat v prostředí a kumulovat se v biologických systémech. V Evropské unii je zakázáno používání polybromovaných bifenylů a polybromovaných difenyletherů směrnicí o omezení užívání nebezpečných látek v elektronických a elektrických zařízeních (2002/95/ES).